# Hazul
Hazul Luzah (Porto, 1981), é um pintor e grafiteiro português, com uma carreira longa no graffiti e arte urbana.

## Biografia
Nasceu no Porto, em 1981, e cresceu no bairro do carvalhido. Aos 16 anos, teve contacto com o movimento de Hip Hop, e aos poucos foi-se integrando no movimento. As suas primeiras intervenções no espaço público surgem em 1997 sob o pseudónimo de Pong02 (PZT) - 02 era o indicativo telefónico do Porto na altura. 
Nos primeiros anos, dedicava-se sobretudo a tags com o seu nome e explorações de lettering. 
Por meados de 2008 vai abraçando um estilo mais abstrato, com relevo para as figuras geométricas, as linhas curvas, os animais abstratos e as silhuetas femininas. É nesta altura, já com uma linguagem visual consolidada que adota o nome Hazul.
Em 2013 a limpeza das suas obras pela brigada anti graffiti da Câmara Municipal do Porto origina uma grande polémica e destaque em vários órgãos de comunicação social nacionais e internacionais  . A discussão sobre apagar ou manter essas obras torna-se tema de campanha eleitoral e o assunto da arte urbana ganha relevo na cidade. 
A sua atividade artística mantém-se regular até aos dias de hoje. Tem realizado murais de grandes dimensões , participado em exposições individuais e coletivas, efetuado comissões para privados, assim como intervenções espontâneas na rua.
As suas obras podem ser vistas em Portugal, Espanha, França, Itália, Alemanha, etc.

## Galeria

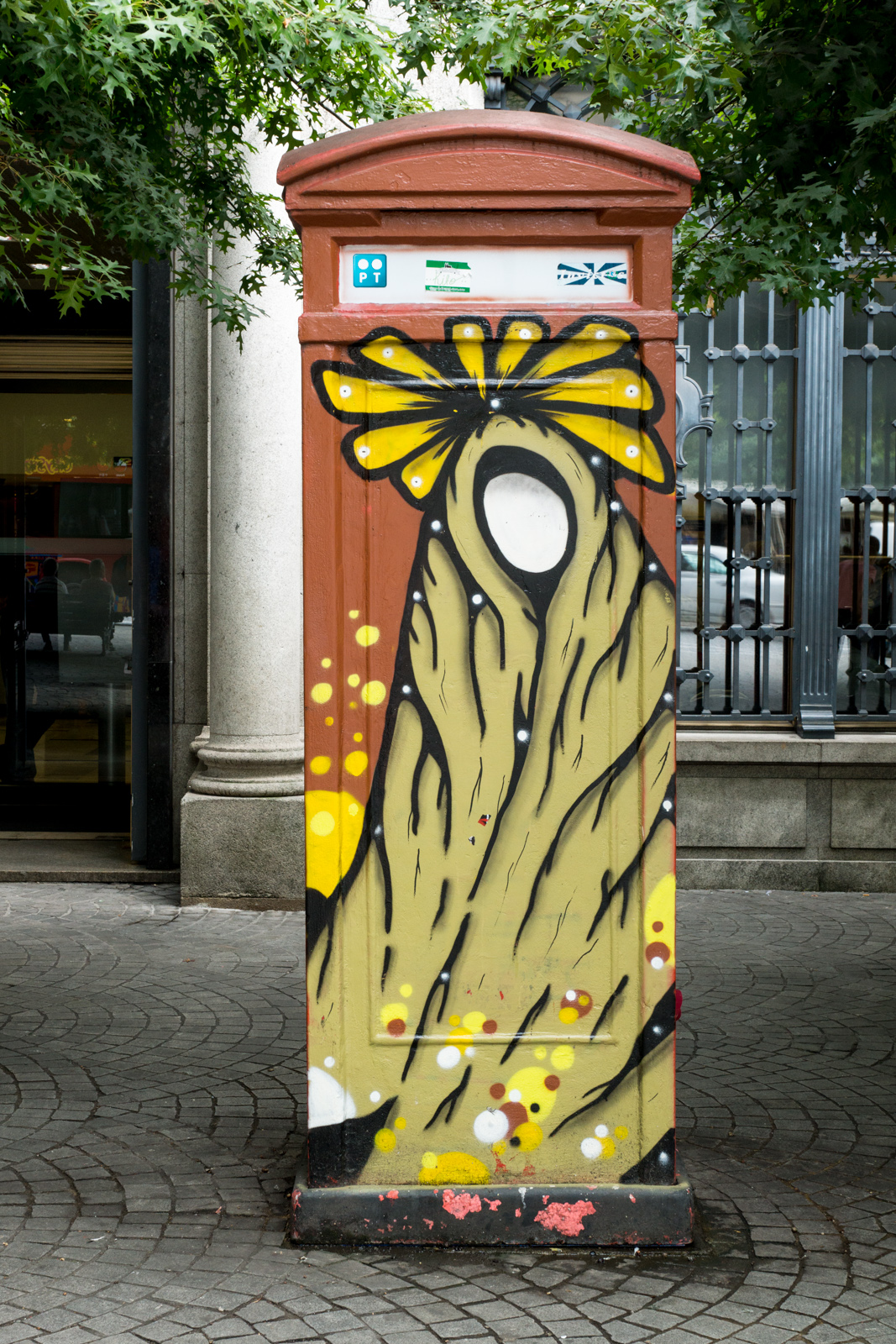
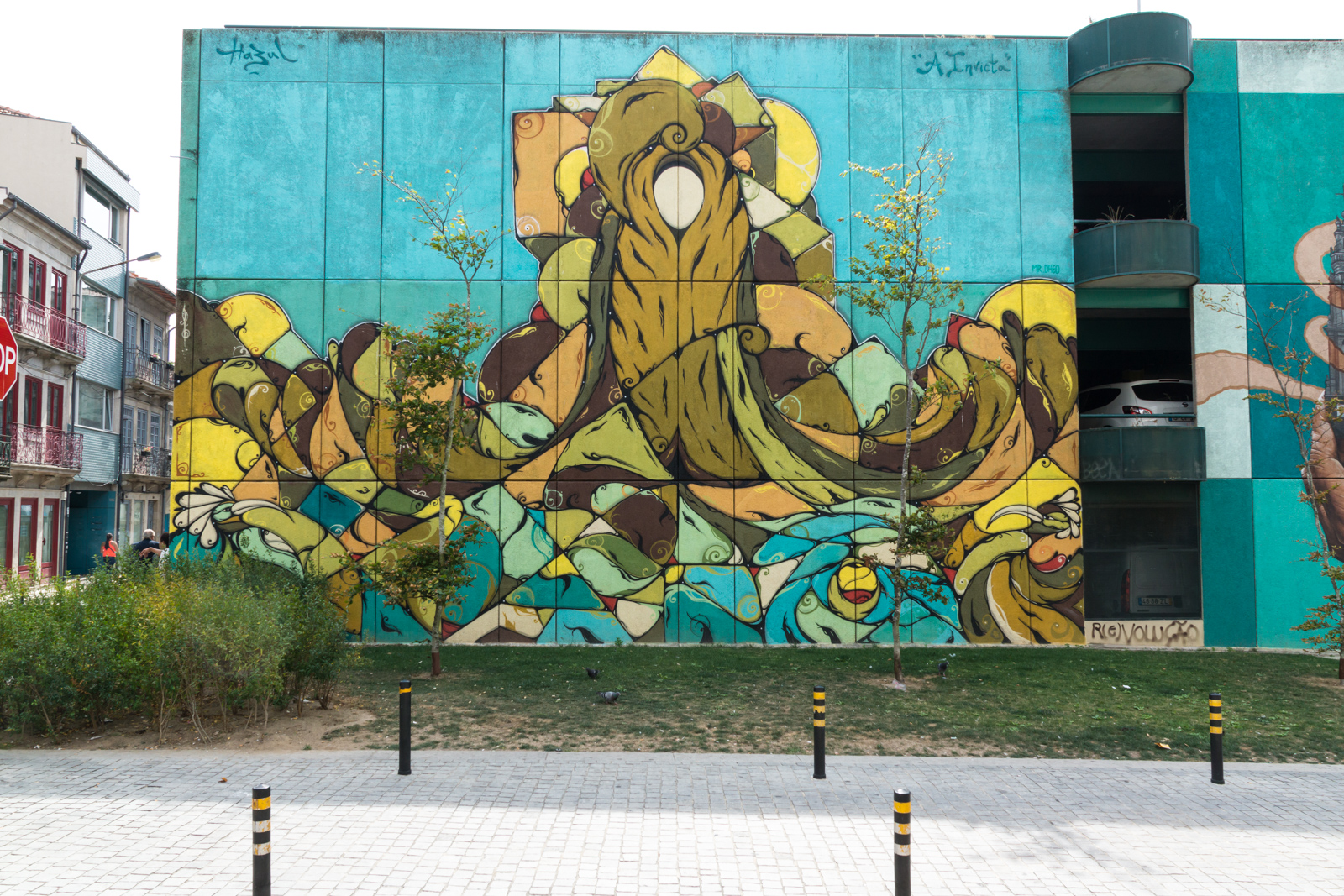
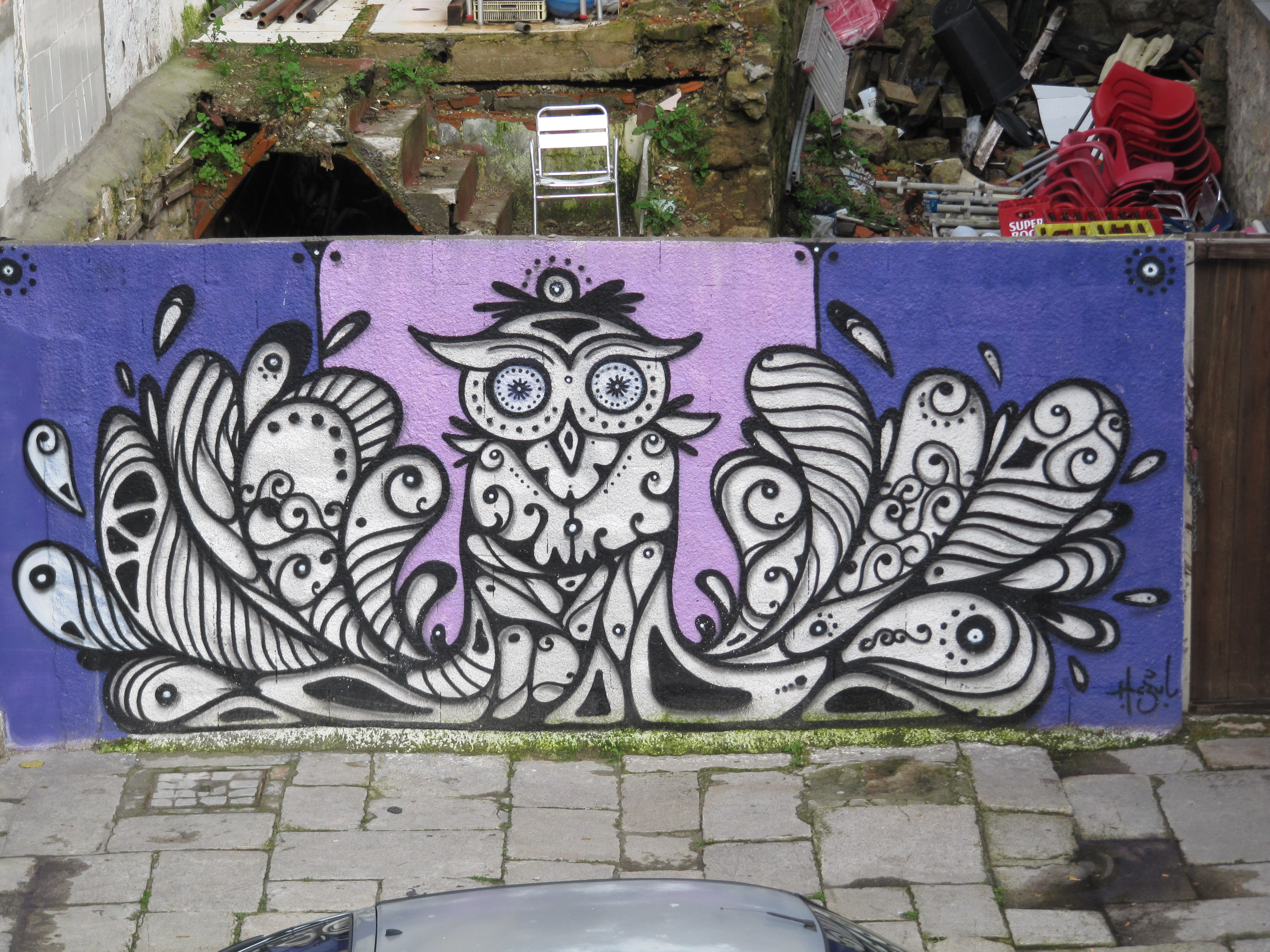
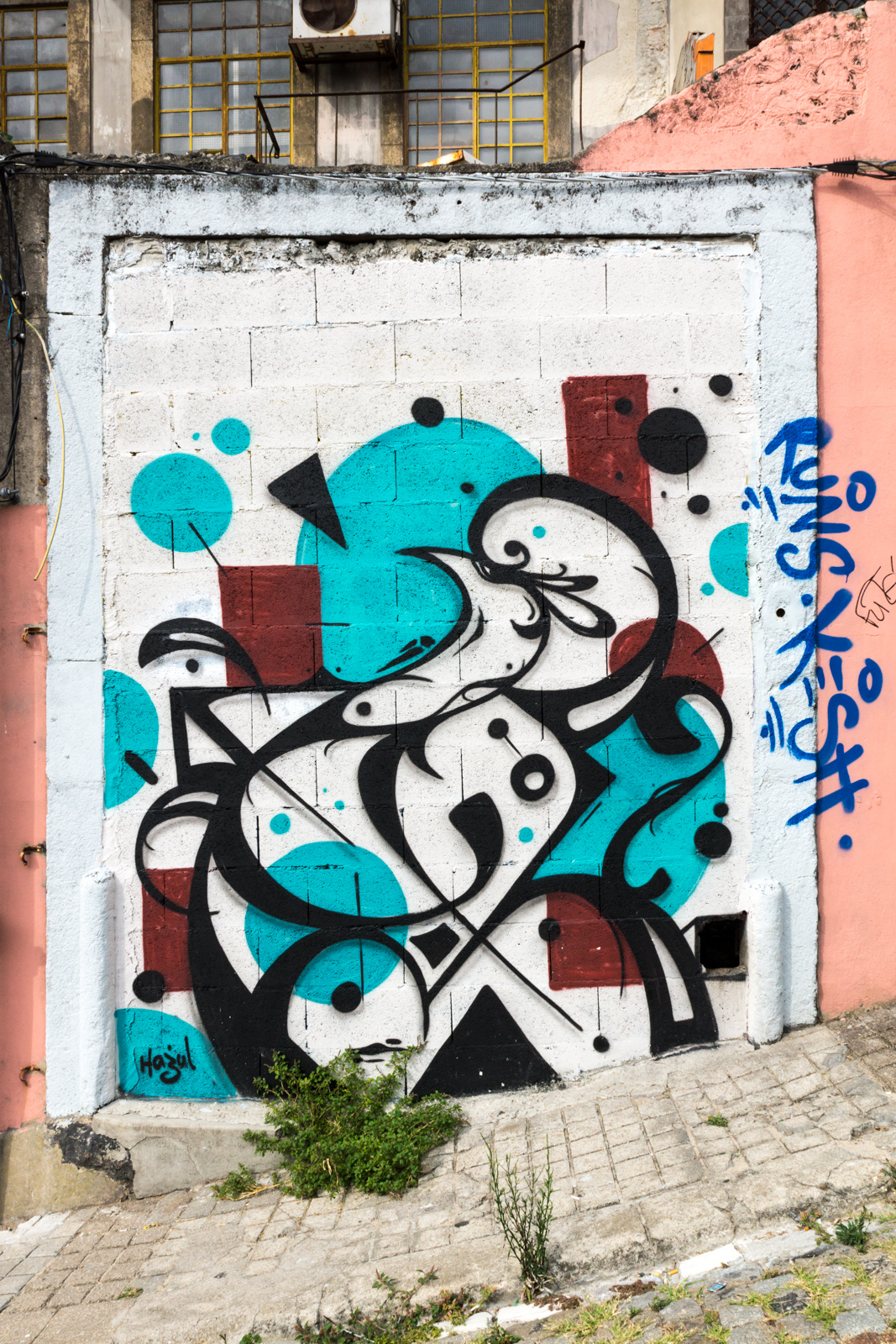
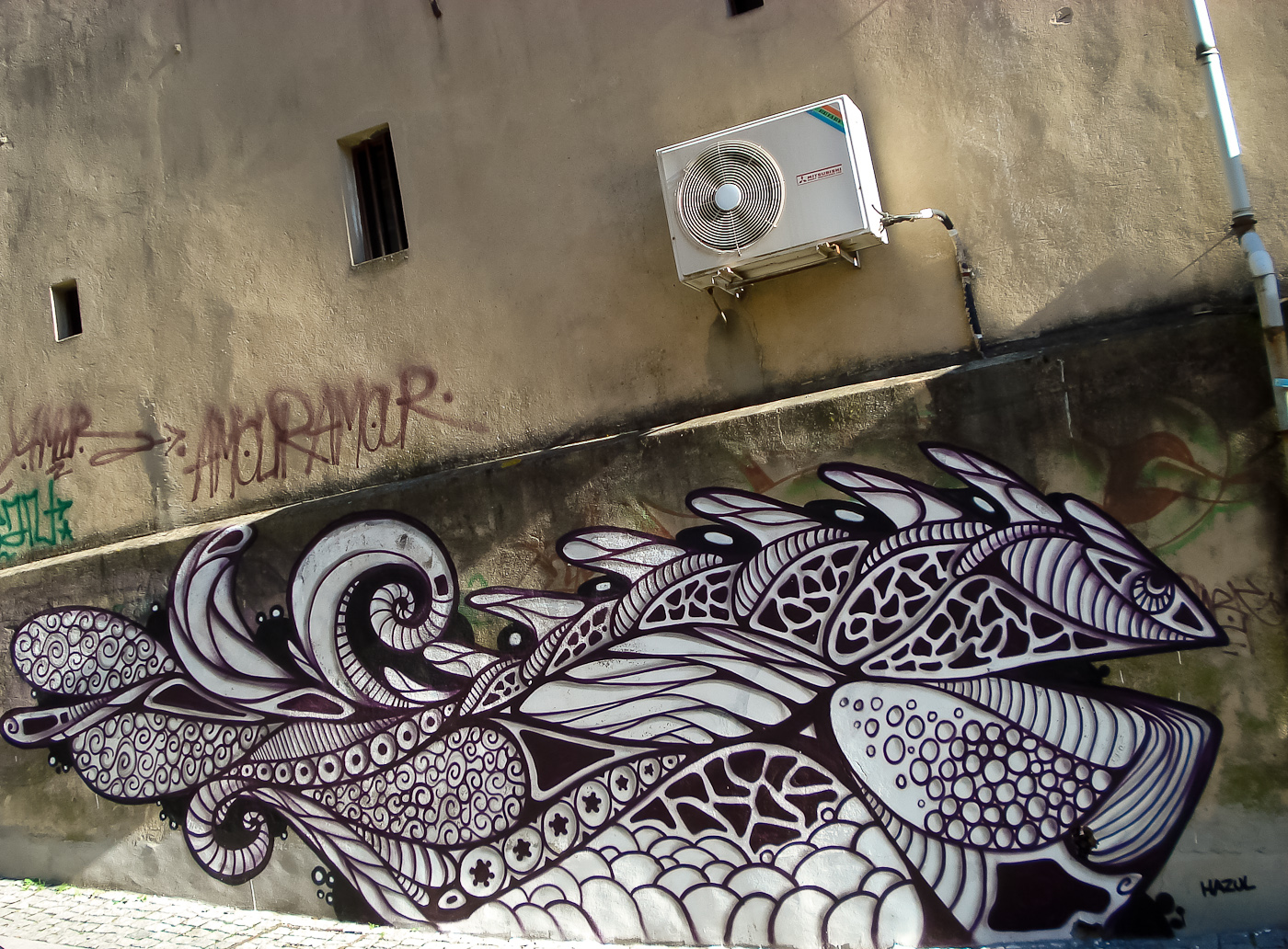